# Pierre Giraud du Plessis
Pierre Giraud du Plessis, né le 30 décembre 1754 à Nantes, mort le 25 septembre 1820 à Paris, est un avocat et homme politique français, député du tiers état de la sénéchaussée de Nantes aux États généraux de 1789, puis à l'Assemblée nationale constituante de 1789 à 1791, maire de Nantes de 1791 à 1792 et en 1795.

## Biographie

### Avant la Révolution
Pierre Guillaume Henri Giraud est le fils de Jean-Baptiste Giraud de La Prestière, conseiller du roi, procureur au présidial, procureur syndic de Nantes, et de Marie-Jeanne Guesneau.
Avant la Révolution, Pierre Giraud est lui aussi conseiller du roi, avocat du roi au présidial et procureur syndic de la ville de Nantes. Il fait partie de la première Assemblée des notables en 1788.

### Député à la Constituante (1789-1791)

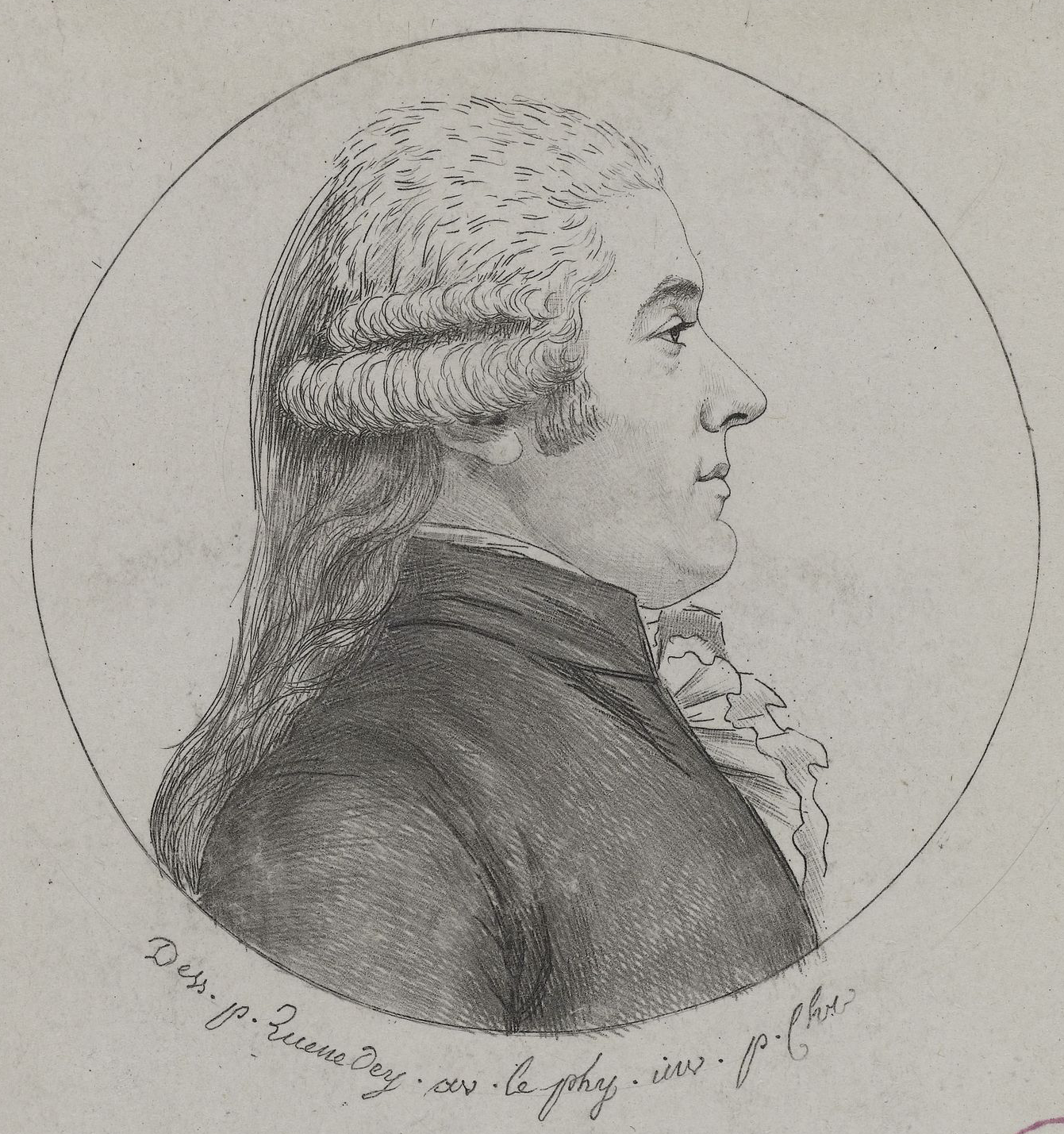
Portrait de Pierre-Guillaume-Henri Giraud Duplessis.

Le 18 avril 1789, il est élu député du tiers état aux États généraux par la sénéchaussée de Nantes. Le 21 avril, il épouse la fille d'un négociant nantais, Marie-Marguerite Guignard.
Ayant accompli son mandat aux États généraux, puis à l'Assemblée constituante, il revient à Nantes, où, le 7 septembre 1791, il devient Premier haut juré du département de la Loire-Inférieure.

### Premier mandat de maire (1791-1792)
Le 14 novembre 1791, les élections municipales donnent une large majorité au maire sortant, Christophe-Clair Danyel de Kervégan, mais celui-ci refuse la charge. Le 15, Pierre Giraud du Plessis obtient 386 voix sur 643 votants et devient donc maire Nantes. Dans sa municipalité, se trouvent notamment, parmi les officiers municipaux, Gilbert Beaufranchet et Julien-François Douillard et, parmi les notables, Pierre-Frédéric Dobrée, Jean-Jacques Goullin, Jacques Barre (pasteur protestant), Jean-Baptiste Lefeuvre (curé de Saint-Nicolas). Le procureur de la commune est Joseph-Marie Dorvo (390 voix), le substitut Hyacinthe-René Nouel.
Aux élections du 10 décembre 1792, qui ont lieu après la proclamation de la République, il bénéficie de 326 voix sur 772, mais refuse à son tour la charge, permettant l'élection de René Gaston Baco de la Chapelle le 13.

### Second mandat de maire (1795)
Après l'éviction de la municipalité Renard en novembre 1794 (16 frimaire an III), la mairie est d'abord confiée par le représentant Ruelle à Gandon (aîné). Celui-ci ne se présentant même pas à la mairie, la fonction est assumée par Jean-Pierre Gareau (marchand de vin), premier officier municipal. Gandon déclinant formellement la charge le 28 frimaire, Ruelle nomme Pierre Giraud-Duplessis maire le 23 nivôse (12 janvier 1795). Parmi les officiers municipaux, on trouve, outre Gareau : Pierre Haudaudine, Michel-André Seheult, Louis Ogier ; parmi les notables  : Paul Sarradin (parfumeur), Mathias Haentjens, Julien-François Douillard.
Le 16 octobre 1795, Pierre Giraud du Plessis est élu « député » de la Loire-Inférieure au Conseil des Anciens et démissionne de la charge de maire, où lui succède Gilbert Beaufranchet.

### Carrière ultérieure
Le 2 mars 1800, Napoléon Bonaparte le nomme préfet du Morbihan le 23 ventôse an VIII (9 mars 1800) : il est le premier titulaire de cette fonction, mais reste à ce poste durant un mois ; un préfet par intérim, Ange Guillo-Dubodan, est mis en place le 22 germinal an VIII (12 avril 1800), mais un nouveau titulaire est nommé seulement le 9 thermidor an IX (28 juillet 1801), il s'agit du général Jullien.
En 1802, Pierre Giraud du Plessis est nommé substitut du procureur général près la Cour de cassation, avant de passer avocat général.
Le 11 novembre 1818, sous la Restauration, il devient conseiller de la cour royale de Paris et le reste jusqu'à sa mort en 1820.